# Bürokonzept
Bürokonzepte liegen der Gestaltung von Büroflächen zugrunde. Sie bieten grundlegende Lösungen für funktionalen Erfordernisse, stellen Werte der Organisationskultur räumlich dar, gliedern die Arbeitsabläufe und bilden den Rahmen für ihre Anpassungsfähigkeit. Sie beeinflussen damit die Effektivität und Effizienz von Organisationen und über ihre spezifische Flächenwirtschaftlichkeit die Gebäudekosten, dem neben Personalausgaben zweitgrößten Kostenfaktor im Dienstleistungssektor. Bürokonzepte sind zudem Teil der Lebensqualität der Menschen, die in Büros arbeiten.

## Bürokonzepte
Prinzipiell sind die unterschiedlichen Bürokonzepte in jedem Bürogebäudetyp zu verwirklichen, unterscheiden sich aber in ihren Anforderungen an Brandschutz, technische Ausrüstung und Innenausbau. Es ist daher ratsam, Architektur und Bürokonzept frühzeitig aufeinander abzustimmen.

### Zellenbüro
Vorbild des in Deutschland am weitesten verbreiteten Bürokonzeptes sind die im 16. Jahrhundert in Florenz geplanten Uffizien. Typisch für Zellenbüros sind auch fast 500 Jahre später Mittelflure, an denen sich geschlossene Büroräume mit einem oder mehreren Arbeitsplätzen reihen. Zellenbüros bieten dem Einzelnen Individualität und Rückzugsmöglichkeiten. In Zellenbüros sind Doppelzimmer am häufigsten anzutreffen.

### Großraumbüro
Großraumbüros sind das in den USA und Großbritannien bevorzugte Bürokonzept. Versuche, sie entsprechend in Deutschland einzuführen, gelten seit den 1980er Jahren als gescheitert. Seither werden vorzugsweise Gruppenräume mit einer überschaubaren Anzahl an Arbeitsplätzen statt Großräumen mit einigen Hundert Arbeitsplätzen eingerichtet. Den Vorteilen bei der Flächenwirtschaftlichkeit stehen die Nachteile eingeschränkter Individualität und vor allem die Belastungen durch akustische Störungen und Klimaanlagen gegenüber. Gruppenbüros funktionieren, wenn die Technik permanent gewartet wird und die Vorteile der Flexibilität genutzt werden.

### Kombibüro
Als Kompromiss haben sich seit den 1980er Jahren Kombibüros etabliert. Das Konzept wurde in Skandinavien mit der Absicht entwickelt, die Vorteile von Großraumbüros und Zellenbüros zu kombinieren – daher der Name – und zugleich deren Nachteile weitgehend zu vermeiden.
In Kombibüros gruppieren sich standardisierte Einzelzimmer um eine Kommunikationszone, in der Gemeinschaftseinrichtungen wie Kopierer und Besprechungsmöglichkeiten untergebracht sind und die zugleich die Räume erschließt. Glaswände zwischen Büros und Kommunikationszone werten die ehemals dunklen Flure durch Tageslicht auf. Da jedes Büro eine verschließbare Tür hat, ist konzentriertes Arbeiten möglich, während die Glaswände zur Kommunikationszone Transparenz und Nachbarschaft fördern („sehen und gesehen werden“). Durch die Standardisierung bieten die Einzelzimmer Individualität und sind dennoch flexibel. In seiner Reinform (ausschließlich Einzelzimmer) ist das Kombibüro das flächenunwirtschaftlichste Bürokonzept. Die Flächenwirtschaftlichkeit nimmt indes zu und übertrifft die anderer Bürokonzepte, wenn neben Einzelbüros auch andere Büroformen und Teile der Mittelzonen für Arbeitsplätze genutzt werden.

### Business-Club
Das Konzept Business-Club entstand aus der Notwendigkeit, teure Bürofläche durch flexible Nutzung besser auszulasten, nachdem die Arbeit mit Menschen, die zunehmend automatisierte Sachbearbeitung ablöst, viele Büros oft über Tage leer stehen lässt. Business-Clubs bieten oft die räumliche Umgebung für Desksharing.
Ein räumliches Vorbild sind die Business-Lounges in Flughäfen und Bahnhöfen, die Cafétische, Schreibtische und informelle Sitzgruppen nebeneinander zum Entspannen, Arbeiten und Konferieren anbieten. Zweites räumliches Vorbild ist der traditionelle britische Club, in dem es weder Schreibtische noch Büros gibt, dafür Kaminfeuer, Bibliothek und entspanntes Ambiente. Das reicht als Treffpunkt für Mitglieder in unterschiedlichen Berufen, Rollen und Tagesabläufen, die nichts verbindet als die soziale Zugehörigkeit zu einer Institution, die den persönlichen Erfolg fördert.
Anstelle von persönlichen Arbeitsplätzen bieten Business-Clubs deshalb eine Vielfalt an Arbeitsorten, die je nach Tätigkeiten und Arbeitsstil zeitweise genutzt werden. Beschäftigte wählen dem Konzept nach einen Arbeitsort, der zu Ihrer augenblicklichen Tätigkeit passt und Ihrer Produktivität dient. Die Rolle des persönlichen Arbeitsplatzes als „Heimat“ übernimmt die Mitgliedschaft in einer räumlich und sozial überschaubaren Nachbarschaft, dem Club, der sich durch informell gestaltetes Ambiente vom traditionellen Büro unterscheidet. Die Flexibilität des Bürokonzeptes soll die Flexibilität seiner Nutzer und der Abläufe unterstützen.

## Gestaltungsbeispiele

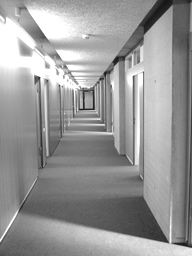
konventionell →
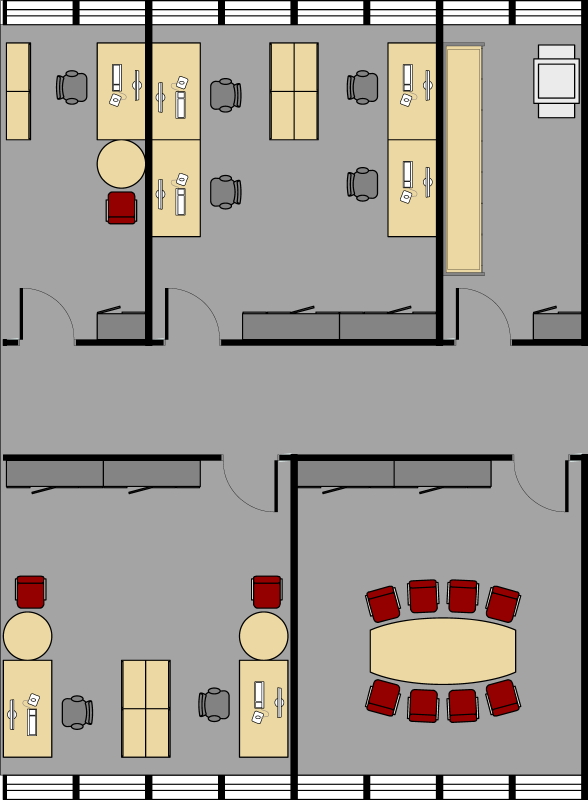
Zellenbüro

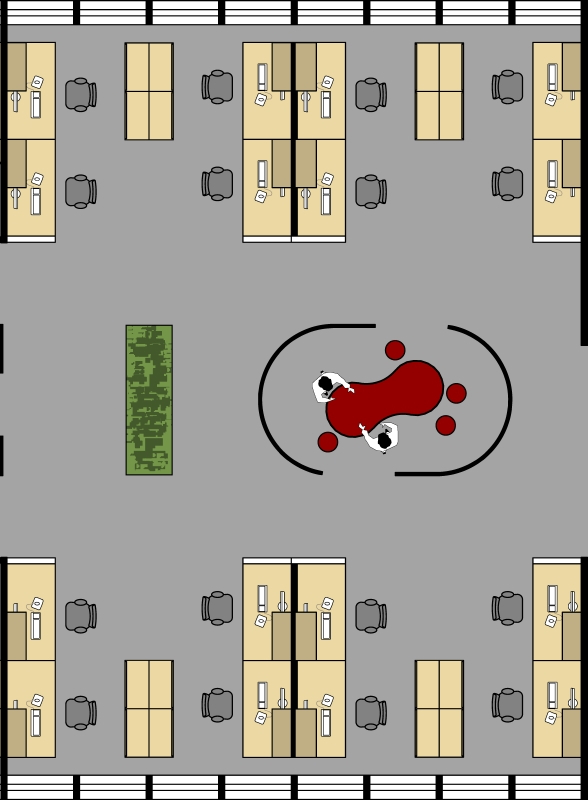
Gruppenbüro
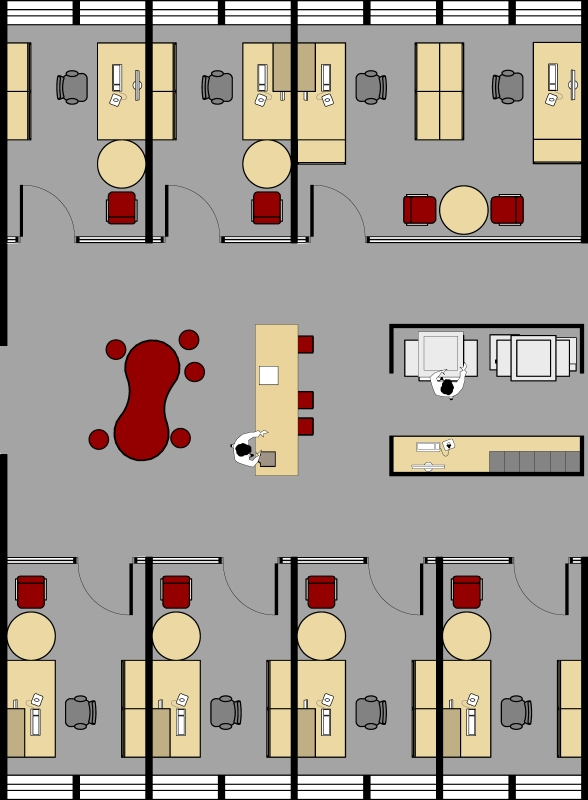
Kombibüro
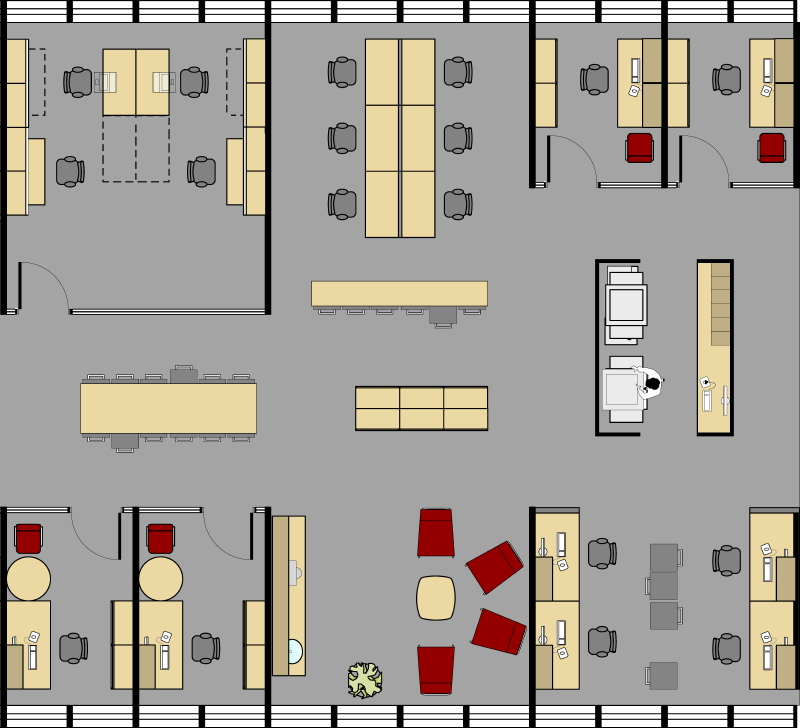
Business-Club